# Hoornbloemsteltwants
De hoornbloemsteltwants (Berytinus crassipes) is een wants uit de familie steltwantsen (Berytidae).

## Uiterlijk
Kenmerkend voor de leden van het genus Berytinus is, dat het tweede segment van de antenne heel kort is, veel korter dan het eerste antennesegment.
De hoornbloemsteltwants is lichtbruin van kleur. Het uiteinde van het eerste antennesegment is verdikt en zwart. Het eind van de dijen is veel donkerder/zwart. De kop en het pronotum hebben ongeveer de gelijke lengte. De lengte is  4,3 – 5,8 mm.
De hoornbloemsteltwants (Berytinus crassipes) lijkt op de gewone steltwants (Berytinus minor). Bij de gewone steltwants is het eind de dijen iets donkerder, maar minder donker als bij de hoornbloemsteltwants. De kop is korter dan het pronotum. 

## Verspreiding en habitat
De soort wordt aangetroffen in Europa en is naar het oosten verbreid tot in Siberië en Centraal-Azië. Hij is te vinden in droge vaak zandige leefgebieden met losse vegetatie.

## Leefwijze
De dieren voeden zich met verschillende plantensoorten. Ze hebben een voorkeur voor planten uit de anjerfamilie (Caryophyllaceae) in het bijzonder hoornbloem (Cerastium). De volwassen wantsen overwinteren. 